# Melrose Park (Illinois)
Melrose Park é uma aldeia localizada no estado americano de Illinois, no Condado de Cook.

## Demografia
Segundo o censo americano de 2000, a sua população era de 23.171 habitantes.
Em 2006, foi estimada uma população de 22.250, um decréscimo de 921 (-4.0%).

## Geografia
De acordo com o United States Census Bureau tem uma área de 11,0 km², dos quais 11,0 km² cobertos por terra e 0,0 km² cobertos por água.

## Localidades na vizinhança
O diagrama seguinte representa as localidades num raio de 4 km ao redor de Melrose Park.